# Raíz del error cuadrático medio
La raíz del error cuadrático medio (RECM) o raíz de la desviación cuadrática media (RDCM) (en inglés: root-mean-square deviation, RMSD, o root-mean-square error, RMSE) es una medida de uso frecuente de las diferencias entre los valores (valores de muestra o de población) predichos por un modelo o un estimador y los valores observados. La RECM representa la raíz cuadrada del segundo momento de la muestra de las diferencias entre los valores previstos y los valores observados o la media cuadrática de estas diferencias. Estas desviaciones se denominan residuos cuando los cálculos se realizan sobre la muestra de datos que se utilizó para la estimación y se denominan errores (o errores de predicción) cuando se calculan fuera de la muestra. La RECM sirve para agregar las magnitudes de los errores en las predicciones para varias veces en una sola medida de poder predictivo. La RECM es una medida de precisión, para comparar errores de predicción de diferentes modelos para un conjunto de datos en particular y no entre conjuntos de datos, ya que depende de la escala.
La RECM es siempre no negativa, y un valor de 0 (casi nunca alcanzado en la práctica) indicaría un ajuste perfecto a los datos. En general, una RECM más baja es mejor que una más alta. Sin embargo, las comparaciones entre diferentes tipos de datos no serían válidas porque la medida depende de la escala de los números utilizados.
La RECM es la raíz cuadrada del promedio de errores cuadrados. El efecto de cada error en la RECM es proporcional al tamaño del error cuadrado; por lo tanto, los errores mayores tienen un efecto desproporcionadamente grande en la RECM. Por lo tanto, la RECM es sensible a los valores atípicos.

## Fórmula
La RECM de un estimador {\displaystyle {\hat {\theta }}} con respecto al parámetro estimado {\displaystyle \theta }, se define como la raíz cuadrada del error cuadrático medio:
{\displaystyle \operatorname {RECM} ({\hat {\theta }})={\sqrt {\operatorname {ECM} ({\hat {\theta }})}}={\sqrt {\operatorname {E} (({\hat {\theta }}-\theta )^{2})}}.}
Para un estimador insesgado, la RECM es la raíz cuadrada de la varianza, conocida como desviación estándar.
La RECM de los valores predichos {\displaystyle {\hat {y}}_{t}} para t veces la regresión de la variable dependiente {\displaystyle y_{t},}, con variables observadas T veces, se calcula para T diferentes predicciones como la raíz cuadrada de la media de los cuadrados de las desviaciones:
{\displaystyle \operatorname {RECM} ={\sqrt {\frac {\sum _{t=1}^{T}({\hat {y}}_{t}-y_{t})^{2}}{T}}}.}
(Para las regresiones sobre datos transversales, el subíndice t se sustituye por i y T se sustituye por n.)
En algunas disciplinas, la RECM se utiliza para comparar diferencias entre dos cosas que pueden variar, ninguna de las cuales se acepta como "estándar".  Por ejemplo, cuando se mide la diferencia media entre dos series de tiempo {\displaystyle x_{1,t}} y {\displaystyle x_{2,t}}, la fórmula es:
{\displaystyle \operatorname {RECM} ={\sqrt {\frac {\sum _{t=1}^{T}(x_{1,t}-x_{2,t})^{2}}{T}}}.}